# 阿夸彭登泰

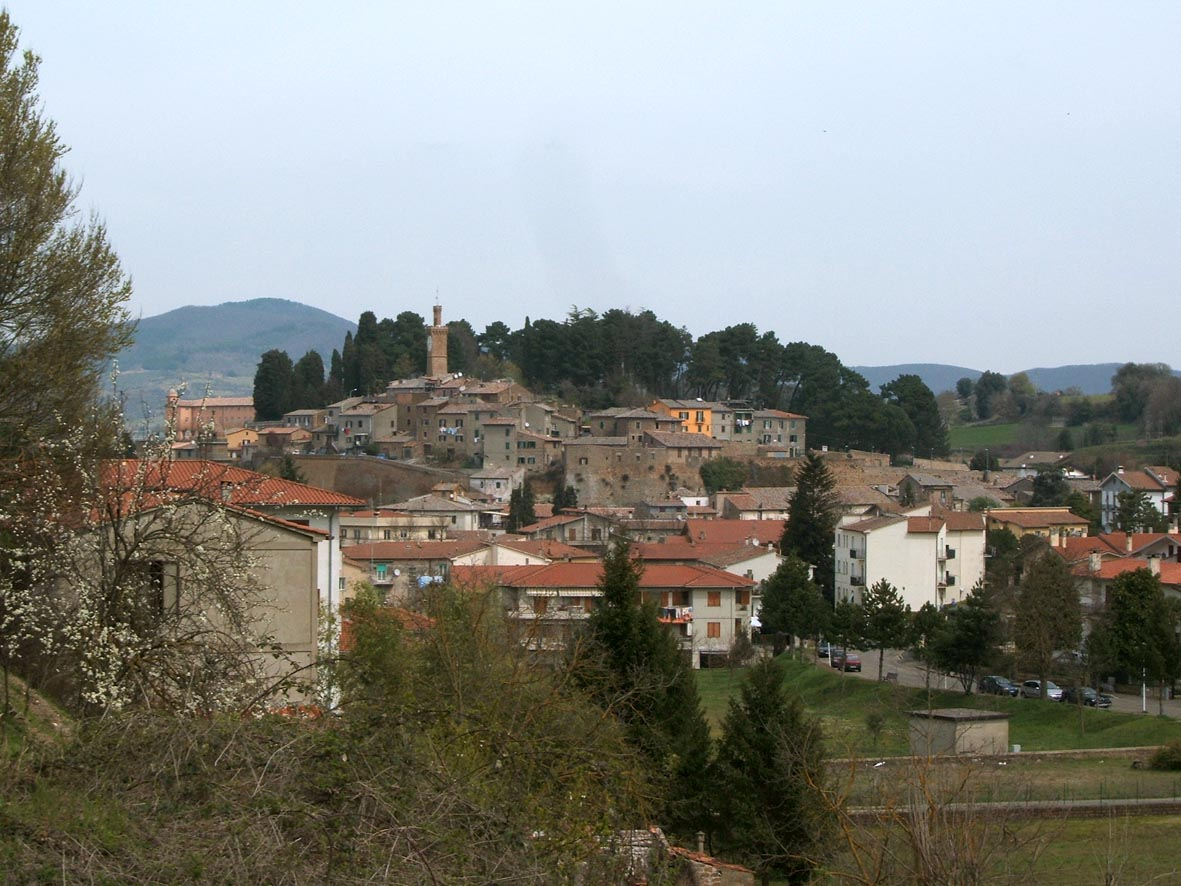
阿夸彭登泰

阿夸彭登泰是意大利拉齐奥大区维泰博省的一个镇，面积120.28平方公里，人口5,771人（2004年）。

## 著名人物
- 法布里休斯